# SKV Vakgericht
Studenten Korfbalvereniging Vakgericht is de studentenkorfbalvereniging van Enschede, opgericht op 7 februari 1990. De vereniging telt anno 2022 rond de vijftig leden die studeren aan het Saxion of aan de Universiteit Twente. S.K.V. Vakgericht heeft één korfbalteam dat speelt op zaterdag. Daarnaast is er een midweek-team, dat een sterk wisselende samenstelling heeft. De vereniging onderneemt behalve sportieve ook op gezelligheid gerichte activiteiten, zoals het verenigingsweekend en de maandelijkse borrel. Vakgericht organiseert jaarlijks verschillende toernooien, waaronder het VET (Vakgericht Enschede Toernooi) en het FlaKo toernooi (Flatkorfbaltoernooi).